# Doborârea cursei sud-coreene KAL 007

Zborul avionului de pasageri sud-corean

Doborârea cursei sud-coreene KAL 007 la 1 septembrie 1983 a reprezentat un moment tensionat în relația americano-sovietice în Războiul Rece.
La 1 septembrie 1983, un avion al liniilor aeriene sud-coreene, cu 269 de persoane la bord, decola din orașul Anchorage, Alaska, SUA cu destinația Seul, Coreea de Sud. Avionul cursei sud-coreene nu a mai ajuns niciodată la Seul, fiind doborât de un avion de interceptare sovietic Su-15, pilotat de maiorul sovietic Ghenadi Osipovici, deasupra Mării Japoniei, în apropierea insulelor Moneron, la sud de insula Sahalin (URSS). În acest incident toți cei 269 pasageri aflați în avionul sud-coreean au decedat, inclusiv congresmanul american Lawrence McDonald aflat la bordul avionului. Împrejurările exacte nu se cunosc nici în ziua de azi. Se pare că avionul s-a rătăcit și a pătruns în spațiul aerian sovietic, tocmai în momentul când un avion de spionaj american efectua o acțiune de recunoaștere în zona respectivă.  În zona respectivă lângă Kamceatka se afla o bază a submarinelor sovietice care tocmai făceau exerciții experimentale cu rachete balistice intercontinentale. În mod inexplicabil avionul de pasageri a început să devieze de la cursa sa spre Seul deplasându-se tot mai spre nord. Când avionul de pasageri a violat spațiul aerian sovietic, antiaeriana sovietică a reacționat imediat și a trimis două avioane de vânătoare de interceptare Su-15. Piloții au încercat în repetate rânduri să contacteze pilotul avionului de pasageri de tip Boeing 747 al cursei sud-coreene KAL 007. Neprimind niciun răspuns, comandamentul antiaerienei sovietice le-a ordonat piloților doborârea avionului.
În prima fază, sovieticii au negat doborârea avionului, dar mai târziu au recunoscut, motivând că avionul de pasageri făcea spionaj.
Biroul politic al Comitetului Central al Partidului Comunist al Uniunii Sovietice (Politburo) acuza faptul că zborul a fost deliberat deviat de la cursă ca să verifice gradul de pregătire a apărării sovietice sau chiar să provoace război.
| Naționalitate                          | Victime |
| -------------------------------------- | ------- |
| Coreea de Sud                          | 105 *   |
| Statele Unite ale Americii             | 62      |
| Japonia                                | 28      |
| Taiwan                                 | 23      |
| Philippines                            | 16      |
| Hong Kong                              | 12      |
| Canada                                 | 8       |
| Thailanda                              | 5       |
| Australia                              | 2       |
| Regatul Unit                           | 2       |
| Republica Dominicană                   | 1       |
| India                                  | 1       |
| Iran                                   | 1       |
| Malaysia                               | 1       |
| Suedia                                 | 1       |
| Vietnam                                | 1       |
| Total                                  | 269     |
| * 76 pasageri, 23 membri din personal. |         |

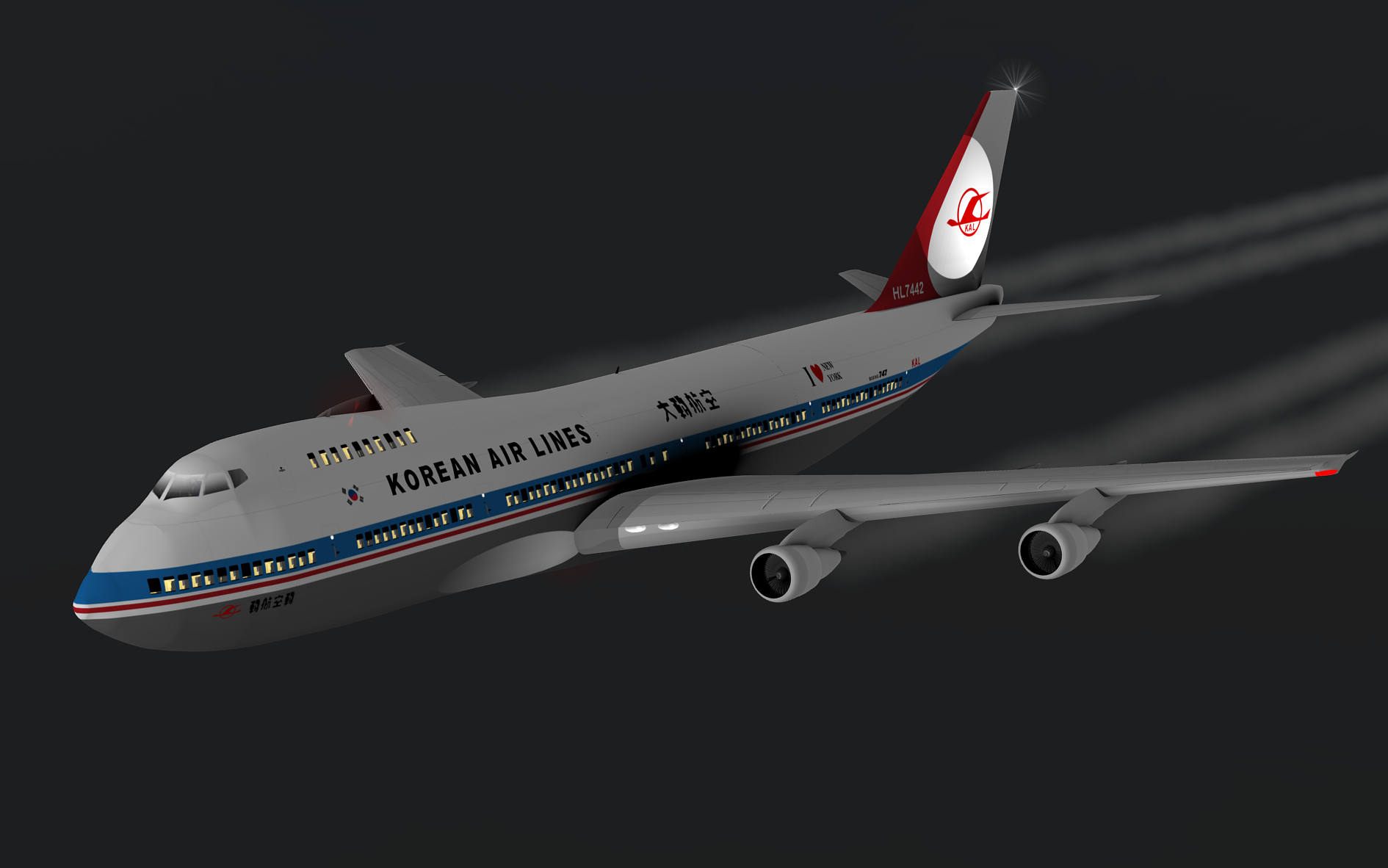
Avionul de tip Boeing 747 al cursei sud-coreene KAL 007

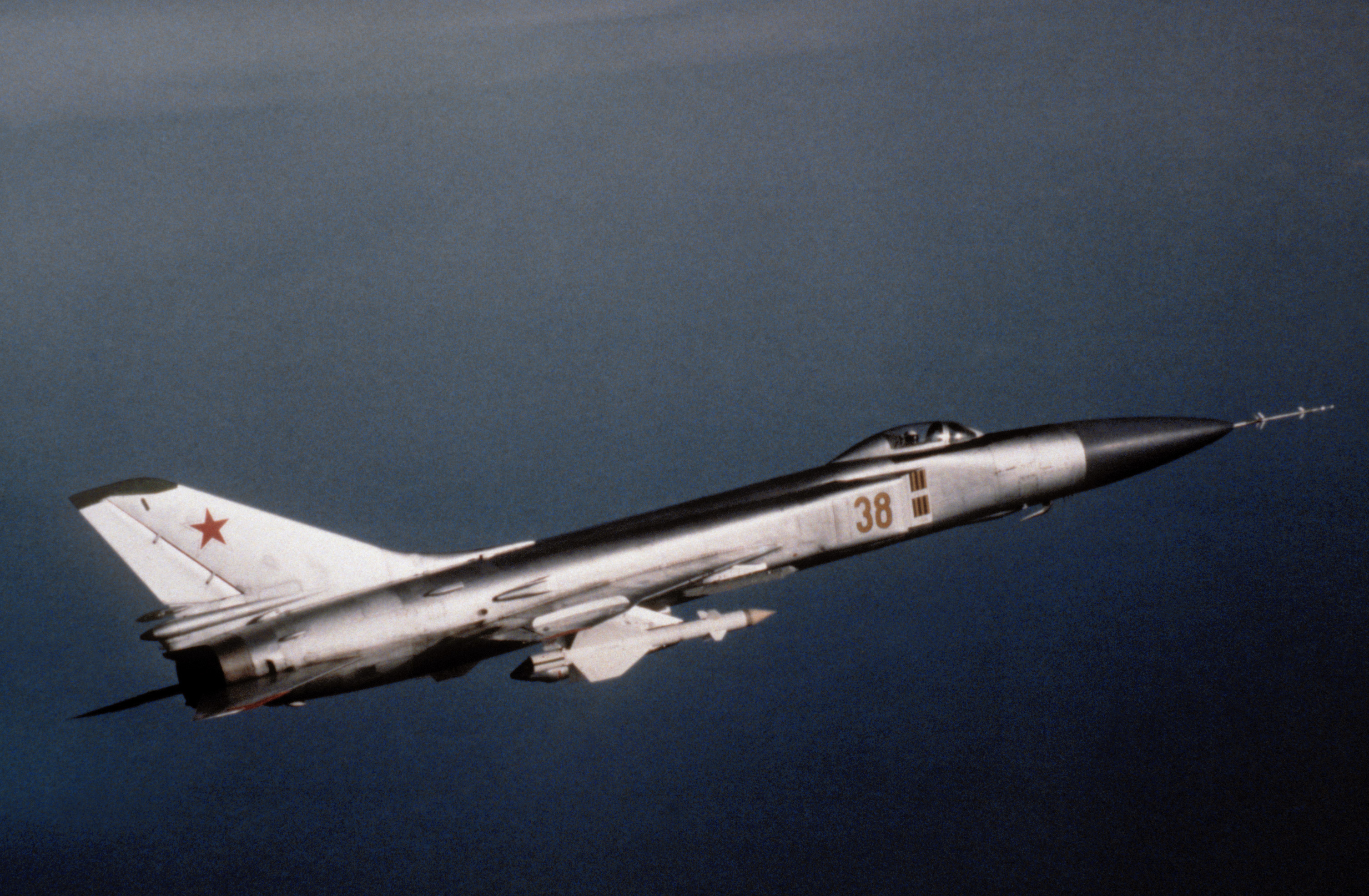
Avionul de interceptare sovietic Su-15 Flagon